# Grandvelle-et-le-Perrenot
Grandvelle-et-le-Perrenot település Franciaországban, Haute-Saône megyében. Lakosainak száma 379 fő (2022. január 1.). Grandvelle-et-le-Perrenot Mailley-et-Chazelot, Bourguignon-lès-la-Charité, Lieffrans, Maizières és Neuvelle-lès-la-Charité községekkel határos.

## Népesség
A település népességének változása:
| Lakosok száma | 339  | 358  | 373  | 371  | 380  | 393  | 388  | 384  | 379  |
|               | 2013 | 2015 | 2016 | 2017 | 2018 | 2019 | 2020 | 2021 | 2022 |